# Kyusho jitsu
Kyusho Jitsu (jap. 急所術, kyūsho jutsu, "vitalpunktsteknik") är en japansk stridskonst och akupressurmetod baserad på slag och tryck på tryckpunkter på din motståndares eller patients kropp. Metoden kan leda till yrsel, men den kan också medföra svimning.

## Historik
Som kampsport har begreppet tryckpunkter anor som koryū och koreansk Hapkido och gör där anspråk på att använda den kraft som utgår från begreppet Ki.
Kyusho Jitsu hävdas ha en ännu tidigare historia än 1600-talet; I en artikel 1942 i Shin Budo magazine, försäkrade Daito-ryuutövaren Hisa Takuma att det förekom en tradition, som tillskriver den första utvecklingen av tryckpunktsattacker till Shinra Saburō Minamoto no Yoshimitsu (1045–1127).
Hancock & Higashi publicerade 1905 en bok, som påtalade ett antal vitala punkter i japansk stridskonst. I Sverige hade Viking Cronholm redan tidigt fått grepp om dessa och pekar på dem i sin introduktionsskrift.
Överdrivna framställningar av tryckpunktsfighting dök upp i kinesisk Wuxia-fiktion och blev känd under namnet Dim Mak (i engelsk version "Death Touch") i västerländsk populärkultur på 1960-talet.
Medan det är ovedersägligt att det finns känsliga punkter på den mänskliga kroppen, där även jämförelsevis svagt tryck kan tillfoga betydande smärta eller allvarlig skada, så är förbindelsen kyūsho med esotericistantydningar om qi, akupunktur eller zonterapi kontroversiell.

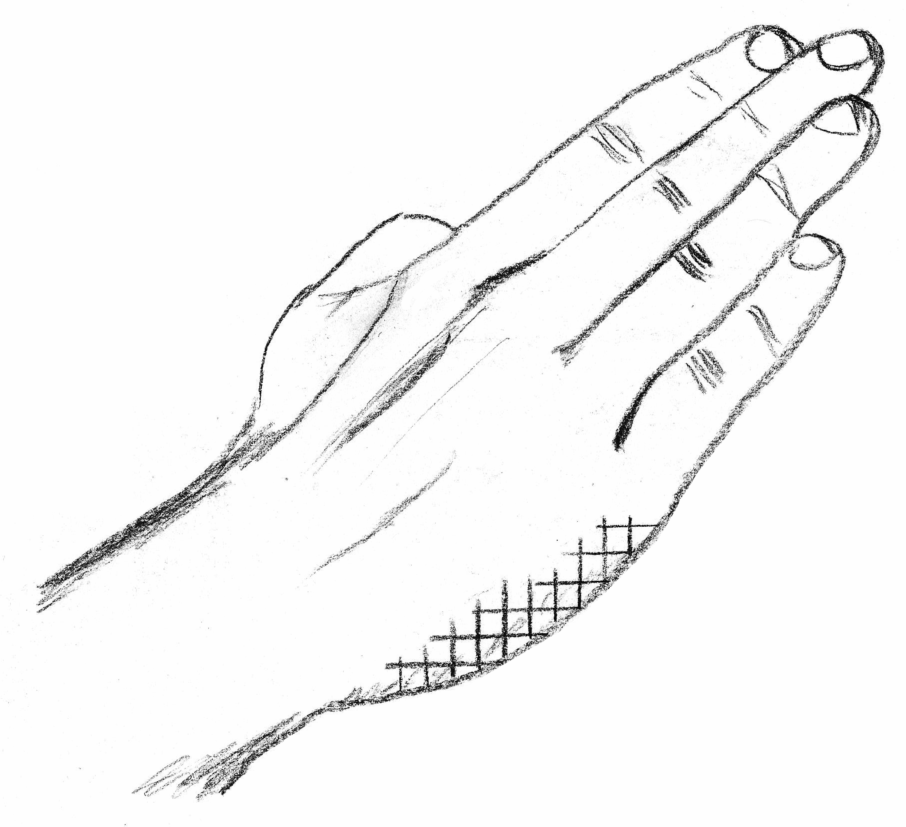
Handsvärdet Shutō

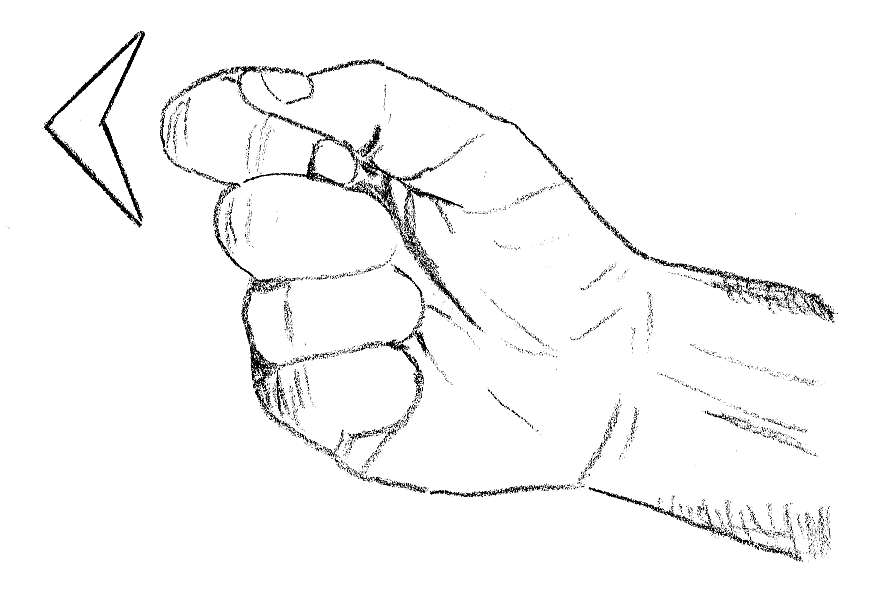
Ett-fingers-näven Ippon-Ken

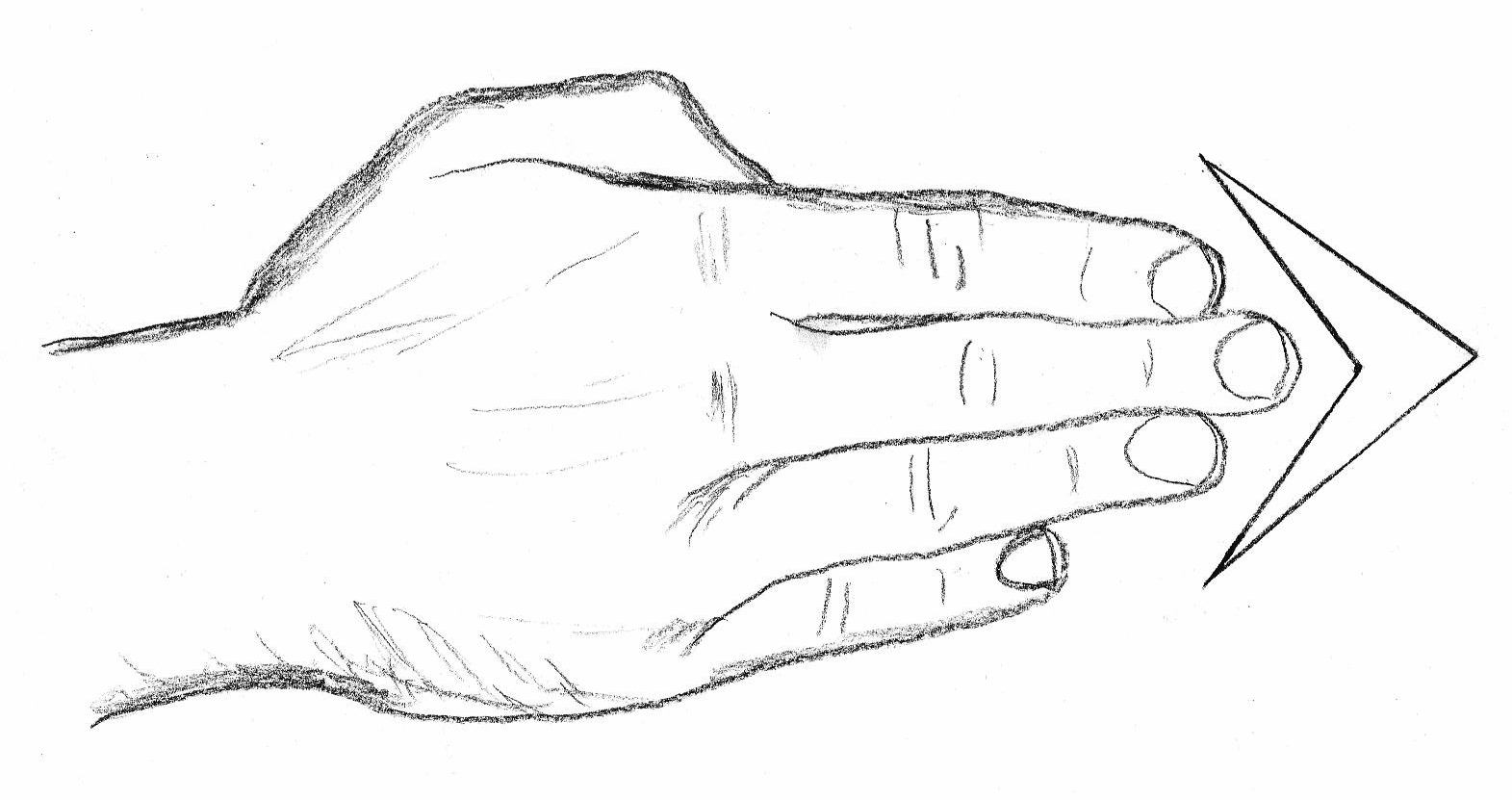
Utsträckt hand Nukite

## Angreppstekniker
Två skilda angreppssätt grundar sig på västerländsk respektive österländsk medicin. I första fallet är det slag och grepp som förlitar sig på att åstadkomma medicinskt trauma och smärta från nerv-, muskel- eller senknutar. I andra fallet tillkommer traditionell kinesisk medicin som utgår från akupunkturens meridiansystem.
Det finns många möjligheter att utnyttja vitalpunkterna inom jujutsu, karate, goshindo och allmänt självförsvar. Många metoder använder slag- och sparktekninker, waza, som finns i kampkonsternas kihon.
Rick Clark, George A. Dillman och Evan Pantazi är några kända mästare i Kyūsho jutsu.

### Dim Mak
Dim Mak (点脉; pinyin: diǎnmài =tryck artär) har sin historia inom den traditionella kinesiska akupunkturen och rykten om den finns i Wuxia-genren av kampkonst-fiction. Dim Mak beskrivs som en hemlig samling kunskap om tekniker som angriper tryckpunkter och meridianer, och sägs oskadliggöra eller ibland orsaka en motståndares omedelbara eller till och med fördröjda död. Det finns inga vetenskapliga eller historiska belägg för dess existens. Många hävdar dock att den kan praktiseras.
I filmen Kill Bill: Volume 2 exploaterar Quentin Tarantino Dim Mak som "Five Point Palm Exploding Heart Technique" i slutscenerna. Heavy metal bandet Five Finger Death Punch antas ha tagit sitt namn efter denna teknik.